# Butterfly Beach Party
Butterfly Beach Party is een jaarlijks eendaags muziekfestival in het recreatiegebied De Heide in Heerenveen. Het evenement heeft een tropisch thema en biedt diverse podia met dance-, latin- en loungemuziek. Ook worden er dansworkshops verzorgd en zijn er ondersteunende acts; in 2024 bijvoorbeeld een vuurspuwster, een capoeira-optreden en een buikdansvoorstelling. De locatie aan het strand bepaalt mede de sfeer, evenals visuele omlijsting met vuur en licht. Op het festival is plaats voor ongeveer 3.000 bezoekers.
Het festival wordt sinds 2017 aan het begin van de zomer gehouden, maar heeft van 2020 tot 2023 stilgelegen vanwege de coronacrisis in Nederland, zodat 2024 de vierde editie was.
De eerste editie werd afgetrapt met optredens van Reggaeband Friction & The Roots Drivers, De Wall Street Live Coverband en DJ Steff da Campo. In 2018 trad de Surinaams-Nederlandse band Trafassi op en in 2019 Suzan en Freek. In 2024 waren er optredens van Chris DeLuxe en Vato Gonzalez.

## Oprichting
Het festival wordt georganiseerd door Stichting Butterfly Beach Party, een initiatief van een Heerenveense vriendengroep.